# عائلة سيمبسون: هيت آند رن
عائلة سيمبسون: هيت آند رن (بالإنجليزية: The Simpsons: Hit & Run)‏ هي لُعبة فيديو من نوع أكشن مُغامرات ثُلاثيَّة الأبعاد إنتاج عام 2003، طُوّرت من قِبل راديكال إنترتينمنت ونشرتها فيفندي غيمز. وهي مبنيَّة على المُسلسل الأمريكي الهزليّ عائلة سيمبسون، كما أنها اللعبة الثانية والعشرين من سلسلة ألعاب الفيديو ذا سيمبسونز.
تأخُذنا اللُعبة إلى عائلة سيمبسون وصديقهم «آبو»، الذين شاهدوا العديد من الحوادثِ الغريبةِ التي تجري في مدينةِ سبرينغفيلد؛ مثل الكاميرات الأمنيّة، والشاحِنات الغامضة، ودوائر المحاصيل، وظهور نكهة «جديدة ومُحسنة» للمشروب الغازي الشَّهير «باز كولا» والذي يُسبّب الجنون. فيأخذوا زٍمام الأمور بأيديهم، ويكتشِفونَ العديد من الأسرارِ المُروّعة، سُرعان ما يُدركون أن هذهِ الحوادث جزءٌ من مؤامرةِِ فضائية كُبرى، يتسبّب فيها كائنان فضائيان كانغ وكودوس. تُرّكز طريقة اللعِب بشكلاً كبير على الإستكشاف والمُهمات. غالبًا ما يُسابق اللاعبون أعدائهم ويتفاعلون مع شخصيات داعمة في المهامات التي ترتبط بالوقت. تتميز اللُعبة أيضًا بالعديد مِن العناصر الموجودة في ألعاب تقمص الأدوار، مثل القصِّة المُتفرعة والمهام الجانبية.
بدءًا من أوائل عام 2002، كان تطوير لُعبة ذا سيمبسونز: هيت آند رن واسِع النِطاق. سعى فريق التطوير إلى تمييز اللُعبة عن ذا سيمبسونز: رود ريج، مُعتبرين أن دخولهم الجديد إلى الإمتياز يتطلّب اتجاهًا مٌختلفًا. كانت اللُعبة مستوحاة بشكلاً كبير من سلسلة جراند ثفت أوتو، وأعاد فريق التطوير تصميم اللُعبة إلى عالمِِ مفتوحِِ مع تطوير الشخصيات الدقيقة. هذا التعاون شجع كاتب العرض وطاقمهِ في صياغة القِصّة والحِوار. الإصدار كان في سبتمبر 2003 لأجهزة الغيم كيوب والبلاي ستيشن 2 والإكس بوكس. ثم نُقلِت إلى مايكروسوفت ويندوز بعد شهرين.
عند الإصدار، تلقّت اللُعبة تقييماتٍ إيجابيّة من النُقّادِ، مع الثناء الذي يُركّز بشكلاً خاص على ترجمة مسلسل ذا سيمبسونز التلفزيوني إلى لعبة فيديو، ومُحاكاة ساخرة للُعبة جراند ثفت أوتو 3 بالرسومات، بينما كان النقد في الغالب مُحاطًا ببعض جوانب طريقة اللعِب، مثل الأخطاء والخلل البرمجي. غالبًا ما تُعتبر أفضل لعبة في سلسلة ذا سيمبسونز، كما اكتسبت شهرةٌ كبيرةٌ. حققت اللعبة أيضًا نجاحًا تجاريًا، حيث سجلت مبيعات تجاوزت 3 ملايين في جميع أنحاء العالم، وحصلت على جائزة لعبة الفيديو المُفضلة في حفل توزيع جوائز اختيار أطفال نيكلوديون الأسترالي لعام 2004، وحصلت في البلاي ستيشن 2 والغيم كيوب والإكس بوكس على اقوى الألعاب (بلاي ستيشن 2) وأختيار اللاعبين (نينتندو) والزيارات البلاتينية (إكس بوكس) على التوالي.

## أسلوب اللعب
تتميز لعبة «ذا سيمبسونز: هيت آند رن» بسبعة مستويات على ثلاث خرائط مُنفصلة، لكل منها مهام وحبكة فرعيّة. يُمكن للاعِب التّحكم في شخصية واحدة مُحددة في كل مستوى. والشخصيات القابلة للعب هي: هومر (لعب مرتين)، وبارت (لعب مرتين)، وليزا، ومارج، وآبو. عند السفر سيرًا على الأقدام، يُمكن للاعِب المشي والقفز والركض وتنفيذ ثلاثة أنواع من المُشاجرات: ركلة عادية وركلة قافزة وحركة باهرة. في القيادة، يمكن للاعِب إما ركوب السيارة والتحكم فيها في واحدة من العديد من المركبات المدنية التي تسير بلا نهاية حول المدينة، أو استخدام كُشك الهاتف لأختيار السيارة. توجد العديد من المركباتِ المخفيّة في كل مستوى، ويمكن للاعِب استخدامها أيضًا في حالة العثور عليها. تتشابه مهام القيادة في اللعبةِ مع مهام لعبة جراند ثفت أوتو 3. في كلتا اللعبتين، يتسابق اللاعِب ضد شخصيات عديدة، ويجمع العناصر قبل نفاد المؤقت، ويُدمر السيارات الأخرى.
تتميز اللعبة بنمط اللعب الغير خطّي الذي يُركز على القيادة، ويتحكم اللاعِب في شخصيته من منظور الشخص الثالث. يُمكن للشخصية أداء بعض أعمال العُنف، مثل مُهاجمة المُشاة وتفجير المركبات وتدمير البيئة المُحيطة. تحتوي اللعبة أيضاً على عدّاد تحذير يُشير إلى متى سترُد الشرطة على السلوك السيئ. حيث يقع في الرُكن الأيمن السُفلي من الشاشة، يُملأ عدّاد "أُضرب واهرب" الدائري عندما تقوم الشخصية بدهس الأشخاص أو تدمير الأشياء، ويقِل عندما تتوقف عن القيام بذلك. عندما يكون العدّاد مُمتلئ، فأن العديد من سيارات الشرطة تُطارد الشخصية طوال مُدّة الفرار.
يحتوي كل مستوى على عناصر يُمكن للاعِب جمعها، مثل العُملات المعدنيّة، والتي يمكن حصدها إما عن طريق تحطيم آلات بيع وصناديق الباز كولا، أو تحطيم كاميرات الدبّور، والتي تُصبح الأخيرة أكثر صعوبة مع التقدّم في اللُعبة. يمكن استخدام العُملات المعدنيّة لشراء سيارات جديدة وملابس اللاعبين، بعضها مطلوب للتقدّم في اللعبة. كما يُمكن للاعِب جمع بطاقات إتشي وسكراتشي، مع وجود سبع بطاقات مُخبأة في كل مستوى، وعندما يجمع اللاعِب جميع البطاقات السبعة في مستوى ما، يتم إلغاء القفل للُعبة سباق صغيرة تُسمى «لعبة المُكافأة». بشكلاً عام، هناك سبعة حلبات سباق في لعبة المُكافأة، تُفتَح من خلال جمع كُل بطاقات المستوى الواحد، وعندما تُجمع البطاقات الـ 49 في جميع المستويات كاملاً، يقوم اللاعِب بفتح مقطع فيديو خاص بعِنوان «عرض إتشي وسكراتشي». تتسبّب عِدة أحداث في فُقدان العُملات المَعدِنية للاعِب؛ ولأن الشخصيّة لا يُمكِن أن تموت، فإن الإصابات تجعل اللاعِب يفقد العُملات المعدنيّة. إذا قُبِضَ على اللاعِب أثناء الاصطدام والهروب، فَسَيُغَرَّم 50 قِطعة نقديّة.

## القِصّة
تجري أحداث غامضة في مدينة سبرينغفيلد، ويَنزِلُ على المدينةِ حشداً من الدبابيرِ الآلية في بداية اللُعبة، وتدخل علامة تجارية جديدة من «باز كولا» على أرفف المتاجر، وتبدأت الشاحنات السوداء في الظهور في جميع أنحاء سبرينغفيلد. يشتبه هومر في شاحنة سوداء خارج منزله تتجسس على عائلته، ويأخذ على عاتقه التحقيق في هويّة الشاحنة، فيتتبّعها، إلى أن تقف في النهاية أمام قصر السيد بيرنز. بعد مساعدة مارج في تدمير نسخ عديدة من لعبة فيديو بونستورم 2 ، يتّهم هومر السيد بيرنز بالتجسس على سبرينغفيلد، الأمر يدفعه للكشف بأن الشاحنات السوداء كانت مُجرد عربات بيتزا.
في اليوم التالي، يحاول بارت الحصول على نُسخة من بونستورم 2 ، ليكتشف أن اللعبة قد نَفَدت. بعد القِيام بالأعمال الفرديَّة على أملِ العثور على نُسخةِِ منها، يكتشف بارت في النهاية أنَّ البروفيسور فرينك يستخدمُ نسخًا من بونستورم 2 للمساعدةِ في تشغيل تراكسوروس (روبوت ديناصور)، ويوافق بارت على مُساعدتهِ في بنائهِ، بالإضافة إلى تهيئة بيئة آمنة للعمل فيها. لكنهُ يهرب من غضب تراكسوروس، فتختطِفه قاطرة أشعّة خارج الملعب. تحاول ليزا العثور على شقيقها بارت من خلال استكشاف المدينة بحثًا عن أدلّة، وتعلَّمت أن سيارات السيدان السوداء التي ظهرت حول المدينة مُرتبطة باختفاء بارت. وَجَدت ليزا في النهاية أخاها بارت على متنِ سفينةً في ميناء سبرينغفيلد، وبدا عليه المُعاناة من فُقدانِ الذاكرة، ويغمغم بشكلاً غير مفهوم، بينما يذكُر أحيانًا سيارات السيدان ومشروب الكولا الجديد (باز كولا) الذي أطلقه مؤخرًا الشخصية التلفزيونية كرِستي المُهرِّج.
تنطلق مارج لمعرفة ما الذي أثّر على أبنها بارت. أثناء التحقيق في المحاصيل الدائرية التي ظهرت مؤخرًا في حقل محصول كليتوس سبكلر، وبينما يصف أبراهام سيمبسون لمارج مظهر دائرة المحاصيل، أدركت مارج أن وصفه يُذكّرها بشعار باز كولا. تُظهِر مارج عُلبة من الكولا لبارت، فيَخرِج من الغيبوبة، ويكتشف بأن باز كولا عبارة عن مشروب يَتَحكّم في العقول يُنتجها الفضائيون. قررت مارج تطهير سبرينغفيلد من الكولا، ولكن على الرغم من جهودها الشجاعة، فإن المشروب لا يزال يُحافظ على شعبيته.
أدرك «آبو» أنه كان يبيع مُنتجًا ملوثًا، وأراد معرِفة من يملك شاحنات الكولا التي تزود باز كولا في جميع أنحاء المدينة. يحاول «آبو» اكتشاف مصدر الكولا بعد مجهود مارج، ويكتشف أن شاحنات الكولا مُسجلّة في مُتحف سبرينغفيلد للتاريخ الطبيعي. بعد الحصول على المفتاح من أمين المتحف، قرر «آبو» و «بارت» الدخول إلى المتحف، حيث وجدوا نيزكًا مصدر للكولا، فيدمرونهُ، ويتنصتون على محادثة بين الفضائيان كانغ وكودوس، يتعلم آبو وبارت أن كاميرات الدبور تصوّر تصرفات سبرينغفيلد الغريبة لعرض الواقع بين المجرّات، بعنوان «أبناء الأرض الحمقى». يستخدم الفضائيون الكولا لجعل الناس مجانين، وفي ذلك الوقت سوف يوزّعا كانغ وكودوس مُسدسات الليزر بين السُكان لدفع المدينة إلى مذبحة عنيفة ستجذب بالتأكيد العديد من المُشاهدين.
يخاف آبو من الفضائيين ويرفض تقديم المزيد من المُساعدة، لذلك يأخذ بارت على عاتقه إحباط خطة كانغ وكودوس. يطلب من كرستي المُساعدة، لكن كرستي يخبر بارت أنه قد ساعد بالفعل مصنع الجعة داف في إنشاء مدافع ليزر مجانية حول سبرينغفيلد. يذهب بارت بعد ذلك إلى والدهِ هومر، للحصول على المُساعدة، وسرعان ما يلاحق الثنائي كانغ وكودوس إلى مصنع الجعة. ومع ذلك، فإن الفضائيين يهربون، وقبل المُغادرة، يكشفون أنهم قد أطلقوا بالفعل باز كولا في جميع أنحاء إمدادات المياه في سبرينغفيلد. عندما تتسرب الكولا إلى الأرض، فإنها تُيقظ الموتى من مقبرة سبرينغفيلد، الذين يغزون سبرينغفيلد في ليلة عيد الهالوين.
عندما يجمع هومر الإمدادات لحماية عائلته ومنزله من الزومبي الغُزاة، قرر مُتابعة سيارة سيدان السوداء حيث تقوده إلى محطة سبرينغفيلد للطاقة النووية. ومع ذلك، تنتمي السيارة السيدان إلى البروفيسور فرينك، الذي اكتشف ضعف الفضائيون بالنفايات النووية. يُخطط لاستخدام قاطرة أشعة لسفينة فضائية تعمل على امتصاص السيارات المُحملة بالبراميل من النفايات النووية، والتي تقع فوق ملعب مدرسة سبرينغفيلد الابتدائية. بعد تحميل سيارة فرينك بنجاح في سفينة الفضاء، يحصل هومر على إذن من السيد بيرنز لأخذ براميل النفايات النووية من محطة الطاقة لاستخدامها ضد الكائنات الفضائية. بعد تحميل ثلاث مركبات أخرى بحمولات نووية في سفينة الفضاء، بما في ذلك التضحية بأبراهام سيمبسون، تحطمت السفينة ومات كانغ وكودوس لاحقًا متأثرين بجراحهما. في اليوم التالي، عادت سبرينغفيلد إلى طبيعتها، بينما وصل عرض «أبناء الأرض الحمقى» إلى ذروته حتى على الأرض. رُحِّبَ بـ«هومر» بطلاً واكتسب عددًا كبيرًا من المُتابعين من الفضائيين الذين جاءوا لرؤيته. في السماء، يَشعُر كانغ وكودوس بالسعادة لأنهما غير معنيّان بمُشاهدة خاتمة اللُعبة، لكن يفعلا ذلك على أي حال. وتنتهي اللعبة بصُراخ كانغ في رُعب وخيبة أمل.

## التطوير
حصلت راديكال إنترتينمنت على حقوق إنشاء ألعاب لسلسلة سيمبسونز عندما عرضوا نموذجًا أوليًا يُمكن اللِعب به، وأصدرت راديكال أول لعبة لها من عائلة سيمبسونز في عام 2001، بعنوان ذا سيمبسونز: رود ريج. بعد ذلك الإصدار، قرر فريق التطوير لـ «هيت آند رن» عدم إنشاء تكملة مُباشرة لـ رود ريج ؛ بدلاً من ذلك، أرادت راديكال توجيه سلسلة ألعاب الفيديو الخاصة باتجاه مُختلف، من خلال منح اللعبة مُحرك ثلاثي الأبعاد بإصلاحًا شاملاً. شعر المطورون أن كل شيء يحتاج إلى نهجاً جديد، باستثناء جزء قيادة السيارة فأنه مأخوذ من رود ريج، وهو الذي يستحق الاحتفاظ بهِ؛ في لعبة هيت آند رن، تم تقديم ذكاء اصطناعي مُحسّن لحركة المرور، مما يجعل المركبات التي يتحكم بها الكمبيوتر تتفاعل بشكل أفضل مع قيادة اللاعِب. كان اسم التطوير الداخلي لـ «ذا سيمبسونز: هيت آند رن» ببساطة «سيمبسونز»، كما هو مشار إليه بواسطة الملف القابل للتنفيذ الخاص باللعبة. كما قرروا بإضافة عُنصر استكشاف إلى اللعبة لجعل اللاعبين يخرجون من السيارة ويتنقلون في المنطقة سيرًا على الأقدام، بحيث تُقدّم اللعبة تجرُبة سبرينغفيلد الأفضل.
عند تطوير الرسومات، قرر الفريق تضمين معالم من سبرينغفيلد. يمكن للاعِب الدخول إلى بعضها، بما في ذلك كويك إي مارت وحانة مو ومدرسة سبرينغفيلد الابتدائية ومتجر الأبراج المُحصّنة والبيسبول في الأندرويد. خلال تطوير اللعبة، لعِب كلاً من فوكس للقرن الـ20 وجرايسي للأفلام ومات غرونينغ (مُصمم عائلة سيمبسونز) أدواراً هامة في جَذب عالم سيمبسونز في بيئة ثُلاثيَّة الأبعاد. تم توفير جميع أصوات الشخصيات من قبلِ المُمثلين الفعليين، وكتب مؤلفو المسلسل القصة الكاملة للعبة، بما في ذلك الحوار. يمكن سماع عينات الصوت الأصلية للعبة، بالإضافة إلى الخطوط الفردية من العرض في هيت آند رن. تم إعادة استخدام بعض الحوارات من اللعبة السابقة (رود ريج). اعتبر تيم راماج، المُنتج المساعد لناشر اللعبة، فيفندي غيمز، أنه من الجيد أن تُتاح لك فرصة العمل مع فريق ذا سيمبسونز، جنبًا إلى جنب مع طاقم ممثلين، حيث قال :«... ليس لديك مخاوف بشأن الجودة ؛ أنت تعلم بأنك تحصل على الأفضل».

أُلِّفت الموسيقى التصويريّة للُعبة بشكلاً أساسي بواسطة مارك باريل، مع مؤلفات إضافية لجيف تيموشوك وألان ليفي. تتضمن الموسيقى التصويرية ترتيبات مُختلفة لموضوع عائلة سيمبسونز الأصلي من تأليف داني إلفمان، وتتميز بألحان مُحدّدة لكل شخصية يُمكن تشغيلها؛ على سبيل المثال، فإن طريقة لِعب بارت مصحوبة بنغامات هارد روك، في حين أن ليزا لديها نغامات ليدباك موتيفس والذي قارنها ستيفن هوبر من غيم زون بأفلام حفلات الشاطئ.

## الاستقبال النقديّ
| نتائج المراجعة نشرة نقاط غيم كيوب حاسوب بلاي ستيشن 2 إكس بوكس أول غيم غ/م غ/م غ/م [ 10 ] إلكترونك غيمينغ مونثلي 7.17/10 [ 11 ] غ/م 7.17/10 [ 11 ] 7.17/10 [ 11 ] يورو غيمر غ/م غ/م 5/10 [ 12 ] غ/م فاميتسو غ/م غ/م غ/م 31/40 [ 13 ] غيم إنفورمر 8.5/10 [ 14 ] غ/م غ/م 8.5/10 [ 15 ] غيم ريفولوشن B [ 16 ] غ/م B [ 16 ] B [ 16 ] غيم برو غ/م غ/م [ 17 ] غ/م غيم سبوت 8.3/10 [ 18 ] 8/10 [ 19 ] 8.3/10 [ 18 ] 8.3/10 [ 18 ] غيم سباي [ 20 ] [ 21 ] [ 22 ] [ 23 ] غيم زون 8.7/10 [ 24 ] 8.6/10 [ 5 ] 8.6/10 [ 25 ] 9/10 [ 26 ] آي جي إن 8/10 [ 27 ] 8.1/10 [ 28 ] 8/10 [ 27 ] 8/10 [ 27 ] نينتندو باور 3.8/5 [ 29 ] غ/م غ/م غ/م مجلة بلاي ستيشن الرسمية (الولايات المتحدة) غ/م غ/م [ 30 ] غ/م مجلة إكس بوكس الرسمية (الولايات المتحدة) غ/م غ/م غ/م 8.8/10 [ 31 ] بي سي غيمر (الولايات المتحدة) غ/م 78% [ 32 ] غ/م غ/م سينسيناتي [ 33 ] غ/م [ 33 ] [ 33 ] إنترتينمنت ويكلي B [ 34 ] غ/م B [ 34 ] B [ 34 ] مجموع النقاط ميتاكريتيك 79/100 [ 35 ] 82/100 [ 36 ] 78/100 [ 37 ] 81/100 [ 38 ] |          |        |              |          |
| نتائج المراجعة |          |        |              |          |
| نشرة | نقاط     | نقاط   | نقاط         | نقاط     |
| نشرة | غيم كيوب | حاسوب  | بلاي ستيشن 2 | إكس بوكس |
| أول غيم | غ/م      | غ/م    | غ/م          | [ 10 ]   |
| إلكترونك غيمينغ مونثلي | 7.17/10  | غ/م    | 7.17/10      | 7.17/10  |
| يورو غيمر | غ/م      | غ/م    | 5/10         | غ/م      |
| فاميتسو | غ/م      | غ/م    | غ/م          | 31/40    |
| غيم إنفورمر | 8.5/10   | غ/م    | غ/م          | 8.5/10   |
| غيم ريفولوشن | B        | غ/م    | B            | B        |
| غيم برو | غ/م      | غ/م    | [ 17 ]       | غ/م      |
| غيم سبوت | 8.3/10   | 8/10   | 8.3/10       | 8.3/10   |
| غيم سباي | [ 20 ]   | [ 21 ] | [ 22 ]       | [ 23 ]   |
| غيم زون | 8.7/10   | 8.6/10 | 8.6/10       | 9/10     |
| آي جي إن | 8/10     | 8.1/10 | 8/10         | 8/10     |
| نينتندو باور | 3.8/5    | غ/م    | غ/م          | غ/م      |
| مجلة بلاي ستيشن الرسمية (الولايات المتحدة) | غ/م      | غ/م    | [ 30 ]       | غ/م      |
| مجلة إكس بوكس الرسمية (الولايات المتحدة) | غ/م      | غ/م    | غ/م          | 8.8/10   |
| بي سي غيمر (الولايات المتحدة) | غ/م      | 78%    | غ/م          | غ/م      |
| سينسيناتي | [ 33 ]   | غ/م    | [ 33 ]       | [ 33 ]   |
| إنترتينمنت ويكلي | B        | غ/م    | B            | B        |
| مجموع النقاط |          |        |              |          |
| ميتاكريتيك | 79/100   | 82/100 | 78/100       | 81/100   |

تم بيع أكثر من مليون نسخة من اللعبة اعتبارًا من يونيو 2004، وثلاثة ملايين نسخة اعتبارًا من يوليو 2007. وقد باعت 500,000 نسخة في المملكة المتحدة بحلول يناير 2004. تلقى إصدار بلاي ستيشن 2 الخاص باللعبة جائزة المبيعات «الماسيّة» من جمعية ناشري برامج الترفيه والتسلية (ELSPA)، مما يُشير إلى مبيعات لا تقل عن مليون نسخة في المملكة المتحدة.
تلقت ذا سيمبسونز: هيت آند رن مُراجعات «مواتية بشكلاً عام» على جميع المنصات وفقًا لموقع تجميع المراجعة ميتاكريتيك، ويعتبرها الكثيرون أفضل لعبة في سيمبسونز حتى الآن. ركّز الثناء على الانتقال من مسلسل سيمبسونز التلفزيوني إلى تنسيق لُعبة فيديو، بينما استهدف النقد بعض جوانب اللعبة. فازت اللعبة بجائزة لُعبة الفيديو المُفضلّة في حفل توزيع جوائز اختيار أطفال نكلوديون لعام 2004.
أثنى عدداً من المُراجعات على نقل مسلسل سيمبسونز التلفزيوني إلى لعبة فيديو. علّق جاستن ليبر من مجلة غيم إنفورمر وأليكس نافارو من مجلة غيم سبوت على مدى جودة تصوير اللعبة لمدينة سبرينغفيلد الخيالية من المسلسل التلفزيوني، ووصفها بأنها أكثر تمثيل دقيق لسبرينغفيلد الذي تم وضعه في أي لعبة على الإطلاق. ذكرت مجلة إكس بوكس الرسمية أن اللعبة حققت العدالة، وشعرت مجلة بلاي الأمريكية أنها كانت «العرض الأساسي في الوقت الفعلي»، تلخيصًا لمُراجعتها من خلال وصف اللعبة بأنها «مُنتج مُتقاطع ورائع حقًا». اعتقد نافارو أن الفُكاهة التي قدمتها اللعبة تضمنت العديد من النكات الذاتية المرجعية والممتازة، واختتم إريك بوش من «تيم إكس بوكس» مراجعتها بالتنبؤ بأن اللعبة ستكون جذّابة للغاية للاعِبين، وخاصة عُشاق سمبسونز المُتعصبيّن. توقّعت مجلة فارايتي الترفيهية أن اللعبة كانت أول لعبة سيمبسونز تتضمن فُكاهة مقارنة بما كان في المسلسل التلفزيوني.
أشاد العديد من المُراجعين باللعبة هيت آند رن، باتخاذ المُحاكاة الساخرة للعبة جراند ثفت أوتو 3. اعتبر زاك ميستون من غيم سباي أنها «تسخر ببراعة من جراند ثفت أوتو بينما تكون مُسليًا تقريبًا»، واقترح أن اللعبة قامت بتحسين العديد من جوانب اللعِب التي اقترضتها من جراند ثفت أوتو 3، بما في ذلك إعادة تشغيل المهام الفورية ونظام توجيه الفائق لمجموعة من المركبات يمكن الوصول إليها بسهولة. مسؤول مجلة إكس بوكس قال: «اللعبة مُمتازة بِحد ذاتها، وُجِدت اللُعبة لتكون» رائعة«من استنساخ جراند ثفت أوتو». كما أشاد دوغلاس سي بيري من شركة آي جي إن بمزيج من عالم سيمبسونز مع طريقة اللعب لسلسلة جراند ثفت أوتو باعتباره «تألقًا خالصًا».
ركزت المُراجعات الإيجابية لـ هيت آند رن على رسوماتها وطريقة اللعب. قدرت مجلة بلاي العالم الافتراضي الذي قدمته اللعبة، واصفتاً إياه بأنه «فخم في اتساعه وعرضه الفني». وجد نافارو أن طريقة اللعِب جذابة للغاية، ووجد ميستون أن اللعبة «مُمتعة للغاية ومُضحكة للغاية»، ووصفها ليبر بأنها «ليست أقل من مُذهلة». على الرغم من ردود الفعل الإيجابية، إلا أن اللعبة واجهت أيضًا مشاكل جدية تم طرحها في العديد من المُراجعات، والتي ركزت على أخطاء اللعبة ومواطن الخلل فيها. أشار كل من بوش والسيد تِكل من موقع العاب الفيديو غيم ريفولوشن إلى أن اللعبة كانت لديها بعض مُشكلات اللعِب وأوجه القصور الرسومية التي تضمنت سلوكًا غريبًا للذكاء الاصطناعي ونظام كاميرا معطوبًا، الأمر الذي شعروا أنه يُعيق التجربة الكلية للُعبة.

أعطت المنشورات الغير المُتعلقة بألعاب الفيديو استقبالًا إيجابيًا للعبة أيضًا. أعطى نيك كاتوتشي من مجلة ذا فيليج فويس إصدار إكس بوكس درجة تسعة من أصل عشرة وقال: «هذه اللُعبة المُبهجة والعميقة والمُفصََلة (ولكن لسوء الحظ ليس مُظللًا بأسلوب الرسوم المتحركة) تنتقد سلسلة جراند ثفت أوتو نفسها بشكلاً أفضل من أي أكاديمي غير مؤهل». أعطى مارك سالتزمان من صحيفة سينسيناتي اللعبة أربعة نجوم من أصل خمسة، وقال: «ما تفتقر إليه في الأصالة أكثر من تعويضه بممارستها المُمتعة وسهلة الالتقاط التي ستجذب عشاق اللعبة لفترة طويلة. - تشغيل الكوميديا». أعطى صحفيّ جيف كيلي من مجلة إنترتينمنت ويكلي تقييم (B) للعبة، وقال: «إذا بدت بعض المهام مُتكررة، فيَبرُز البعض الآخر، مثل تلك التي تُصادر نُسخًا من لعبة فيديو العنيفة (وينك، وينك) والتي تُفسِد شباب سبرينغفيلد.» في اليابان، أعطت فاميتسو إصدار إكس بوكس درجة اثنين ثمانية، سبعة، وثمانية، ليصبح المجموع 31 من أصل 40.

## روابط خارجية
- عائلة سيمبسون: هيت آند رن على موبي غيمز